# Thomas Hengelbrock
Thomas Hengelbrock (geboren op 9 juni 1958) is een Duitse violist, musicoloog, regisseur en dirigent.
Hengelbrock werd geboren in Wilhelmshaven en studeerde viool bij Rainer Kussmaul . Hij begon zijn carrière in Würzburg en Freiburg im Breisgau . Hij werkte als assistent van Witold Lutosławski, Mauricio Kagel en Antal Doráti en speelde met ensembles zoals de Concentus Musicus Wien . In 1985 was hij medeoprichter van de Freiburger Barockorchester waar hij werkte als violist en leider van het ensemble.
In 1991 richtte Hengelbrock het Balthasar Neumann Chor op in Freiburg. Vervolgens richtte hij in 1995 het Balthasar Neumann Ensemble op als een parallel orkest met zijn gelijknamige koor, om werken van de barok tot hedendaagse muziek uit te voeren in authentieke uitvoeringspraktijken. Hij blijft bij beide Balthasar Neumann-ensembles regelmatig werken. Van 1995 tot 1999 was hij de eerste artistiek directeur van de Deutsche Kammerphilharmonie Bremen. Hij was muzikaal leider van de Volksoper Wien van 2000 tot 2003. In 2001 richtte hij het "Feldkirch-festival" op in Feldkirch, Vorarlberg, en tot 2006 was hij artistiek directeur.
In 2011 werd Hengelbrock chef-dirigent van het NDR Symphony Orchestra in 2011. Tijdens zijn ambtstermijn verhuisde het orkest naar de nieuwe Elbphilharmonie-concertzaal in Hamburg en veranderde zijn naam in het NDR Elbphilharmonie Orchestra. In juni 2017 kondigde het orkest aan dat Hengelbrock aan het einde van het seizoen 2018-2019 zijn ambtstermijn bij het ensemble zou beëindigen. In december 2017 uitte Hengelbrock zijn ongenoegen over de timing van de aankondiging van zijn aangewezen opvolger, Alan Gilbert, binnen dezelfde maand als de oorspronkelijke aankondiging van de eerder geplande beëindiging van zijn ambtstermijn. Hengelbrock kondigde aldus zijn voornemen aan om af te treden als chef-dirigent van het NDR Elbphilharmonie Orchestra aan het einde van het seizoen 2017-2018, een seizoen eerder dan oorspronkelijk gepland.
Als dirigent werkte hij met de filharmonische orkesten van Wenen en München en met bekende zangers zoals Plácido Domingo, Cecilia Bartoli, Anna Netrebko en Christian Gerhaher. In 2016 ontving hij de Herbert von Karajan Music Award.

## Geselecteerde opnames
- Festa teatrale : Carnaval in Venetië en Florence - Pietro Antonio Giramo, Giovanni Legrenzi, Claudio Monteverdi, Francesco Lambardi, Diego Ortiz, Orazio Vecchi, Salamone Rossi, Tarquinio Merula, Giovanni Giacomo Gastoldi - Balthasar-Neumann-Chor, Balthasar-Neumann-Ensemble, Deutsche Harmonia Mundi 2000
- Muziek voor San Marco in Venetië - Claudio Monteverdi, Giovanni Gabrieli, Francesco Cavalli, Giovanni Croce, Alessandro Grandi, Biagio Marini, Claudio Merulo - Balthasar-Neumann-Ensemble, Balthasar-Neumann-Choir
- Aus der Notenbibliothek von Johann Sebastian Bach Vol. 1 (Uit de muziekbibliotheek van Johann Sebastian Bach) - Tomaso Albinoni, Francesco Conti, Pietro Locatelli, George Frideric Handel, Johann Sebastian Bach - Sibylla Rubens, Balthasar-Neumann-Ensemble, Hänssler Classic, 2002
- Uit de muziekbibliotheek van Johann Sebastian Bach Vol. 2 : Pachelbel, JS Bach, JC Kerll CD 2005
- Mozart: Il re pastore - Annette Dasch, Marlis Petersen, Krešimir Špicer, Arpiné Rahdjian, Andreas Karasiak, Balthasar-Neumann-Ensemble, Deutsche Grammophon, DVD 2006